# Mistrzostwa Polski juniorów w koszykówce mężczyzn
Mistrzostwa Polski juniorów w koszykówce mężczyzn – turniej koszykarski o klubowe mistrzostwo Polski do lat 17. w koszykówce mężczyzn, rozgrywany cyklicznie, od 1952.
W czerwcu 2020 Polski Związek Koszykówki obniżył granicę wieku uczestników rozgrywek do lat 17.
Turniej o tytuł mistrza Polski juniorów nie odbył się w 1953.
Z upływem lat zaczęto wybierać też najlepszych zawodników, obrońców, rozgrywających oraz składy turnieju. Wyborów dokonywali trenerzy, sędziowie oraz dziennikarze w dowolnej konfiguracji. Odbywały się one jednak nieregularnie.

## Medaliści
| Sezon |                             |                              |                              | MVP turnieju                                       | Lider strzelców                            |
| U–18  |                             |                              |                              |                                                    |                                            |
| 1952  | Kolejarz Poznań             | CWKS Warszawa                | Ogniwo Wrocław               |                                                    |                                            |
| 1954  | AZS Poznań                  | ŁKS Łódź                     | KS Kolejarz Warszawa         |                                                    |                                            |
| 1955  | AZS Poznań                  | Gwardia Wrocław              | Polonia Warszawa             |                                                    |                                            |
| 1956  | Start Kraków                | Kolejarz Łódź                | Gwardia Poznań               |                                                    |                                            |
| 1957  | Start Kraków                | ŁKS Łódź                     | AZS Warszawa                 |                                                    |                                            |
| 1958  | Olimpia Grudziądz           | Cracovia                     | Śląsk Wrocław                |                                                    |                                            |
| 1959  | Olimpia Grudziądz           | Warmia Olsztyn               | Śląsk Wrocław                |                                                    |                                            |
| 1960  | AZS Warszawa                | Lech Poznań                  | Baildon Katowice             |                                                    |                                            |
| 1961  | AZS Wrocław                 | Wisła Kraków                 | MKS Lublin                   |                                                    |                                            |
| 1962  | Wisła Kraków                | Legia Warszawa               | MKS Grudziądz                | Jacek Wójcik (Wisła)                               | Jacek Wójcik                               |
| 1963  | Legia Warszawa              | Spójnia Gdańsk               | MKS Chorzów                  |                                                    |                                            |
| 1964  | Korona Kraków               | Lech Poznań                  | Legia Warszawa               |                                                    |                                            |
| 1965  | Lublinianka                 | Wisła Kraków                 | AZS Poznań                   | Kazimierz Lenczowski (Wisła)                       | Kazimierz Lenczowski                       |
| 1966  | Lech Poznań                 | MKS Zabrze                   | AZS Warszawa                 |                                                    |                                            |
| 1967  | AZS Warszawa                | Wisła Kraków                 | AZS Poznań                   |                                                    | Janusz Cegliński (Wybrzeże)                |
| 1968  | Wisła Kraków                | AZS Poznań                   | Legia Warszawa               |                                                    | Marek Ładniak (Wisła)                      |
| 1969  |                             |                              |                              |                                                    |                                            |
| 1970  | Start Lublin                | Wybrzeże Gdańsk              | Wisła Kraków                 |                                                    |                                            |
| 1971  |                             |                              |                              |                                                    |                                            |
| 1972  | MKS Gdańsk                  | MKS Lublin                   | Korona Kraków                |                                                    |                                            |
| 1973  | Śląsk Wrocław               | Piotrcovia Piotrków          | Warta Poznań                 |                                                    |                                            |
| 1974  | Warta Poznań                | Spójnia Gdańsk               | Lublinianka Lublin           | Eugeniusz Kijewski (Warta)                         | Eugeniusz Kijewski                         |
| 1975  |                             |                              |                              |                                                    |                                            |
| 1976  | WKS Śląsk Wrocław           | Legia Warszawa               | Resovia Rzeszów              | Adam Chłopek (Śląsk) Krzysztof Ogrodowczyk (Legia) | Adam Chłopek                               |
| 1977  | Zagłębie Sosnowiec          | Wisła Kraków                 | Start Lublin                 | Justyn Węglorz (Zagłębie)                          | Justyn Węglorz                             |
| 1978  | Turów Zgorzelec             | Hutnik Kraków                | Zagłębie Sosnowiec           | Andrzej Suda (Hutnik)                              | Grzegorz Kosicki (Turów)                   |
| 1979  | Górnik Wałbrzych            | Spójnia Gdańsk               | Resovia Rzeszów              | Jarosław Graczyk (Spójnia)                         | Piotr Sroczyński (Astoria)                 |
| 1980  | Górnik Wałbrzych            | ŁKS Łódź                     | Zastal Zielona Góra          |                                                    | Stanisław Kiełbik (Górnik)                 |
| 1981  | Śląsk Wrocław               | Stal Stalowa Wola            | ŁKS Łódź                     |                                                    |                                            |
| 1982  | Polonia Warszawa            | SZS AZS Koszalin             | Legia Warszawa               | Andrzej Lisztwan (Koszalin)                        |                                            |
| 1983  | Lech Poznań                 | Start Lublin                 | Resovia Rzeszów              | Dariusz Garstka (Lech)                             | Piotr Bargieł                              |
| 1984  | Stal Bobrek Bytom           | Turów Zgorzelec              | MKS AZS Toruń                | Mirosław Kabała (Turów)                            | Piotr Pawlak                               |
| 1985  | Stal Bobrek Bytom           | Śląsk Wrocław                | ŁKS Łódź                     |                                                    |                                            |
| 1986  | Spójnia Gdańsk              | WKS Śląsk Wrocław            |                              |                                                    |                                            |
| 1987  | Astoria Bydgoszcz           | Hutnik Kraków                | ROW Rybnik                   |                                                    |                                            |
| 1988  | AZS Lublin                  | Astoria Bydgoszcz            | Gwardia Wrocław              |                                                    | Piotr Karolak (Lublin)                     |
| 1989  | Gwardia Wrocław             | Zastal Zielona Góra          | Znicz Pruszków               | Adam Wójcik (Gwardia)                              | Adam Wójcik                                |
| 1990  | Stal Stalowa Wola           | Stal Bobrek Bytom            | MKS MOS Wola Warszawa        | Henryk Bieleń (Stal)                               |                                            |
| 1991  | Lech Poznań                 | Stal Bobrek Bytom            | Skra Warszawa                | Tomasz Jankowski (Lech)                            | Piotr Szybilski (Skra)                     |
| 1992  | RKS Skra Warszawa           | Gwardia Wrocław              | Polonia Warszawa             | Piotr Szybilski (Skra)                             | Piotr Szybilski (Skra)                     |
| 1993  | Zastal Zielona Góra         | Stal Bobrek Bytom            | Lech Poznań                  | Paweł Szcześniak (Zastal)                          | Daniel Blumczyński (Lech)                  |
| 1994  | Wisła Kraków                | WKS Śląsk Wrocław            | AZS Koszalin                 |                                                    | Adrian Małecki (Lech)                      |
| 1995  | Aspro Wrocław               | WKS Śląsk Wrocław            | Pogoń Szczecin               | Grzegorz Mordzak (Aspro)                           |                                            |
| 1996  | Aspro Wrocław               | Stal Stalowa Wola            | Wielkopolanin Poznań         | Piotr Janowicz (Poznań)                            | Piotr Janowicz                             |
| 1997  | Stal Stalowa Wola           | Start Skarpa Lublin          | MOSM Bytom                   |                                                    |                                            |
| 1998  | Trefl Sopot                 | MOSM Bytom                   | AZS Toruń                    |                                                    |                                            |
| 1999  | Legia Warszawa              | Unia Tarnów                  | Instal Białystok             |                                                    |                                            |
| 2000  | Pogoń Szczecin              | Basket 2000 Sosnowiec        | Stal Stalowa Wola            |                                                    |                                            |
| 2001  | Carbo Gliwice               | Unia Tarnów                  | Install Białystok            |                                                    |                                            |
| 2002  | WKS Śląsk Wrocław           | Install Białystok            | Spójnia Stargard Szczeciński |                                                    |                                            |
| 2003  | MMKS Junak Włocławek        | ZKS Stal Stalowa Wola        | WKS Śląsk Wrocław            |                                                    |                                            |
| 2004  | Polonia Warszawa            | Zryw Toruń                   | WKK Almares Wejherowo        |                                                    |                                            |
| 2005  | WKS Śląsk Wrocław           | WTK Anwil Włocławek          | Trójka Kosz Szczecin         |                                                    |                                            |
| 2006  | Prokom Trefl Gdynia         | Stal Ostrów Wielkopolski     | WKS Śląsk Wrocław            |                                                    |                                            |
| 2007  | Prokom Trefl Sopot          | MCKiS Jaworzno               | Polonia Warszawa             |                                                    |                                            |
| 2008  | Prokom Trefl Sopot          | Wisła Kraków                 | Gimbasket Białystok          | Cezary Majtyka (Trefl)                             |                                            |
| 2009  | Korona Kraków               | WKS Śląsk Wrocław            | STK Czarni Słupsk            | Jakub Parzeński (WKS)                              |                                            |
| 2010  | STK Czarni Słupsk           | Spójnia Stargard Szczeciński | MKS Pruszków                 | Kacper Borowski (STK)                              |                                            |
| 2011  | WKK Wrocław                 | Trefl Sopot                  | Katarzynka Toruń             | Piotr Niedźwiedzki (WKK)                           |                                            |
| 2012  | GTK Gdynia                  | STK Czarni Słupsk            | Trefl Sopot                  | Daniel Szymkiewicz (Trefl)                         | Daniel Szymkiewicz                         |
| 2013  | GTK Gdynia                  | Trefl Sopot                  | Biofarm Basket Junior Poznań | Przemysław Żołnierewicz (GTK)                      | Przemysław Żołnierewicz                    |
| 2014  | Trefl Sopot                 | WKK Wrocław                  | Novum/Astoria Bydgoszcz      | Grzegorz Kulka (Trefl)                             | Mariusz Konopatzki (Basket Kwidzyn)        |
| 2015  | WKK Wrocław                 | Biofarm Basket Junior Poznań | MKS Polonia Warszawa         | Maciej Bender (WKK)                                | Wiktor Sewioł (WKK)                        |
| 2016  | WKK Wrocław                 | Exact Systems Śląsk Wrocław  | MKS Dąbrowa Górnicza         | Michał Jędrzejewski (WKK)                          | Mateusz Szczypiński (MKS Dąbrowa Górnicza) |
| 2017  | Rosa Radom                  | Exact Systems Śląsk Wrocław  | Cracovia 1906 Szkoła Gortata | Norbert Ziółko (Rosa)                              | Norbert Ziółko (Rosa)                      |
| 2018  | Hensfort Przemyśl           | Asseco Gdynia                | Biofarm Basket Junior Poznań | Rafał Serwański (Przemyśl)                         | Aleksander Lewandowski (Poznań)            |
| 2019  | Asseco Arka Gdynia          | Trefl Sopot                  | Exact Systems Śląsk Wrocław  | Mateusz Kaszowski (Arka)                           | Mateusz Kaszowski                          |
| U–17  |                             |                              |                              |                                                    |                                            |
| 2020  | Nawrot Śląsk Wrocław        | GTK Gliwice                  | Asseco Arka Gdynia           | Kacper Marchewka (Śląsk)                           |                                            |
| 2021  | Nawrot Śląsk Wrocław        | WKK Wrocław                  | Enea Basket Junior Poznań    | Mikołaj Wojciechowski (Nawrot)                     | Maksymilian Wilczek (WKK)                  |
| 2022  | Gdyńska Akademia Koszykówki | Energa Hutnik Koszykówka     | Nawrot Śląsk Wrocław         | Szymon Nowicki (Gdyńska Akademia)                  |                                            |

## Nagrody i wyróżnienia

### Składy najlepszych zawodników turnieju
pogrubienie – oznacza zawodnika, który został wybrany MVP finału
| 1977 - Justyn Węglorz (Zagłębie) - Klaudiusz Fragsztajn (Zagłębie) - Krzysztof Fikiel (Wisła) - Zbigniew Kudłacz (Wisła) - Janusz Seweryn (Wisła) 1978 - Justyn Węglorz (Zagłębie) - Klaudiusz Fragsztajn (Zagłębie) - Krzysztof Fikiel (Wisła) - Zbigniew Kudłacz (Wisła) - Janusz Seweryn (Wisła) - Jacek Międzik (Wisła) - Adam Herdzina (Wisła) 1981 - Leszek Kaczmarski (Stal) - Waldemar Sender (Polonia) - Janusz Łapczuk (Koszalin) - Zbogniew Mokrzycki (Śląsk) 1982 - Waldemar Sender (Polonia) - Jacek Duda (Polonia) - Andrzej Lisztwan (Koszalin) - Adam Kadej (Koszalin) - Marek Plewiński (Lech) 1984 - Mirosław Kabała (Turów) - Albert Wójciak (Baildon) - Adam Fiedler (Stal Bobrek) - Jarosław Kosewski (Toruń) - Piotr Okulski (ŁKS) - Paweł Zygman (Lech) 1988 - Piotr Karolak (Lublin) - Hubert Wasiłek (Lublin) - Adam Wójcik (Gwardia) - Arkadiusz Osuch (Gwardia) - Andrzej Raczkiewicz (Astoria) - Jacek Robak (Astoria) 1989 - Adam Wójcik (Gwardia) - Krzysztof Mila (Gwardia) - Sebastian Bouge (Zastal) - Krzysztof Błaszczyński (Zastal) - Roman Prawica (Stal) 1991 - Tomasz Jankowski (Lech) - Bartłomiej Tomaszewski (Lech) - Wojciech Ziółkowski (Lech) 1993 - Paweł Szcześniak (Zastal) - Daniel Blumczyński (Lech) - Dariusz Kondraciuk (Lech) - Łukasz Brzóska (Zastal) - Sebastian Kraszewski (Zastal) - Krzysztof Der (Zastal) | 1994 - Adrian Małecki (Lech) - Piotr Sulowski (Tarnów) - Ireneusz Chromicz (Śląsk) - Arkadiusz Makowski (Koszalin) 2008 - Tomasz Maryniewski (Trefl) - Michał Kuśmierz (Warszawa) - Karol Nowacki (Wilki) - Wojciech Glabas (Włocławek) - Krzysztof Sulima (Białystok) 2009 - Robert Sobczyński (Czarni) - Sebastian Szymański (Turów) - Patryk Czerwiński (WKS) - Robert Magnuszewski (Czarni) - Wojciech Fraś (Korona) 2010 - Bartłomiej Wróblewski (Spójnia) - Michał Sokołowski (MKS) - Jakub Romanowicz (MKS) - Bartłomiej Bartoszewicz (ŁKS) - Sebastian Cigała (STK) 2011 - Przemysław Karnowski (Toruń) - Tomasz Gielo (Toruń) - Filip Matczak (Zastal) - David Brembley (Trefl) - Jan Grzeliński (WKK) 2012 - Jakub Derkowski (GTK Gdynia) - Bartosz Wróbel (GTK Gdynia) - Jakub Garbacz (Rosa Sport Radom), - Kacper Borowski (STK Czarni Słupsk) - Filip Taisner (PBG Basket Junior Poznań) 2013 - Wojciech Jakubiak (STK) - Damian Szymczak (Biofarm) - Przemysław Żołnierewicz (GTK) - Damian Jeszke (GTK Gdynia) - Mikołaj Witliński (Trefl) 2014 - Artur Włodarczyk (Trefl) - Igor Wadowski (WKK) - Adrian Warszawski (TKM) - Maciej Bender (WKK) - Mateusz Fatz (Astoria) 2015 - Patryk Stankowski (Biofarm) - Hubert Stopierzyński (Rosa) - Dawid Gruszczyński (Biofarm) - Jakub Mijakowski (Polonia) - Szymon Kiwilsza (WKK) | 2016 - Jakub Musiał (Exact Systems Śląsk Wrocław) - Tomasz Żeleźniak (Exact Systems Śląsk Wrocław) - Dominik Rutkowski (WKK Wrocław) - Mateusz Szczypiński (MKS Dąbrowa Górnicza) - Michał Jodłowski (WKK Wrocław) 2017 - Karol Sasnal (Cracovia) - Łukasz Kolenda (Trefl Sopot) - Dominik Wilczek (Exact Systems Śląsk Wrocław) - Konrad Dawdo (Rosa Radom) - Karol Nowakowski (Rosa Radom) 2018 - Paweł Strzępek (Hensfort Przemyśl) - Szymon Janczak (Hensfort Przemyśl) - Grzegorz Kamiński (Asseco Gdynia) - Mateusz Kaszowski (Asseco Gdynia) - Marcin Woroniecki (Biofarm Basket Junior Poznań) 2019 - Benjamin Didier-Urbaniak (Trefl Sopot) - Błażej Kulikowski (Trefl Sopot) - Miłosz Korolczuk (Asseco Arka) - Kacper Marchewka (Exact Systems Śląsk Wrocław) - Błażej Czerniewicz (Szkoła Gortata Politechnika Gdańska) 2020 - Mikołaj Adamczak (GTK) - Jakub Bereszyński (Wrocław) - Norbert Maciejak (GTK) - Olaf Perzanowski (Arka) - Tymoteusz Pszczoła (Start) 2021 - Maksymilian Wilczek (WKK Wrocław) - Jakub Bereszyński (Nawrot Śląsk Wrocław) - Bartosz Jadaś (Nawrot Śląsk Wrocław) - Jan Nowicki (Enea Basket Junior Poznań) - Jan Śmiglak (Basketball Club Biofarm Sieraków) 2022 - Mateusz Samiec (Gdyńska Akademia Koszykówki) - Szymon Soszyński (Energa Hutnik Koszykówka) - Karol Kankowski (Nawrot Śląsk Wrocław) - Jan Nowicki (Enea Basket Junior Poznań) - Rafał Szpakowski (Zastal Fatto Deweloper Zielona Góra) |

### Najlepszy rozgrywający
- 1983 – Dariusz Litwin (Astoria)

### Najlepszy obrońca
- 1977 – Mirosław Boryca (Turów)
- 1978 – Mirosław Boryca (Turów)
- 1983 – Stanisław Szwedo
- 2021 – Jordan Lewis (Basketball Club Biofarm Sieraków)[3]